# Georg Lörner

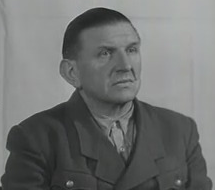
Georg Lörner während der Nürnberger Prozesse. Aufnahme von 1947.

Georg Nikolaus Lörner (* 17. Februar 1899 in München; † 21. April 1959 in Rastatt) war ein deutscher SS-Gruppenführer und Generalleutnant der Waffen-SS, der während der Nürnberger Prozesse angeklagt und als Kriegsverbrecher verurteilt wurde.

## Erste Jahre, Ausbildung und Beruf
Lörner, Sohn eines Schlossermeisters, besuchte die Volks- und Oberrealschule. Danach war Lörner von August 1916 bis Anfang Juni 1917 bei einer Bank tätig, um sich beruflich zu orientieren. Anschließend wurde er während des Ersten Weltkrieges beim 1. Infanterie-Regiment „König“ der Bayerischen Armee als Rekrut an einem Schweren MG ausgebildet und ab Anfang Juni 1918 als MG-Führer beim Reserve-Infanterie-Regiment 19 an der Westfront eingesetzt. Nach einer schweren Verletzung am Knie folgten von Ende Juli 1918 bis Ende August 1919 mehrere Lazarettaufenthalte. Danach schied er als Kriegsbeschädigter im Rang eines Gefreiten und Offiziersanwärters aus dem Militärdienst aus.
Anschließend studierte er an der Handelshochschule in München und legte dort im Juli 1921 sein Diplom als Kaufmann ab. Lörner war danach bei der Commerz- und Privatbank AG in München bis Ende Dezember 1922 tätig. Anschließend wurde er Geschäftsführer in der Eisenkonstruktionsfirma seines Bruders Hans Lörner, bis dieses Unternehmen im Februar 1930 aus wirtschaftlichen Gründen den Betrieb einstellen musste. Danach folgte eine Phase der Arbeitslosigkeit bis Juli 1932. Zwischenzeitlich folgten Krankenhaus- und Rehabilitationsaufenthalte bedingt durch die schwere Kriegsverletzung.

## Politische Betätigung, Zeit des Nationalsozialismus und SS-Führer
Lörner gehörte von 1928 bis 1931 zunächst der Bayerischen Volkspartei an, bevor er zum 1. November 1931 der NSDAP beitrat (Mitgliedsnummer 676.772). Ab Juli 1932 war Lörner Mitglied der SS (SS-Nummer 37.719). In der SS stieg Lörner im November 1943 bis zum SS-Gruppenführer und Generalleutnant der Waffen-SS auf. Nach der Machtübernahme durch die Nationalsozialisten war er ab Mai 1935 im SS-Verwaltungsamt in München tätig. Dort war er für den Bereich Bekleidungs- und Ausrüstungsfragen verantwortlich. Im Hauptamt Haushalt und Bauten war Lörner ab April 1939 Leiter des Amtes I (Haushalt) und zeitweise Stellvertreter von Oswald Pohl. Nach Ausbruch des Zweiten Weltkrieges war Lörner ab Juli 1941 gemeinsam mit Pohl Geschäftsführer der Deutschen Wirtschaftsbetriebe (DWB).
Lörner war ab Februar 1942 Chef der Amtsgruppe B – Truppenwirtschaft im SS-Wirtschafts-Verwaltungshauptamt (WVHA). Mitte September 1943 wurde er erneut Vertreter von Oswald Pohl als Leiter des WVHA. Lörner war Mitbegründer der Ostindustrie GmbH (Osti) in Lublin, die im März 1943 zum Raub jüdischen Vermögens und der Ausbeutung jüdischer Arbeitskräfte entstand, bevor diese letztendlich getötet wurden. Ende Januar 1945 wurde Lörner noch für vier Monate zum Heeresverwaltungsamt versetzt.

## Nachkriegszeit
Nach seiner Festnahme wurde Lörner inhaftiert und mit 17 weiteren Beschuldigten im Prozess gegen das Wirtschafts- und Verwaltungshauptamt der SS vor einem amerikanischen Militärgericht angeklagt. Sein Verteidiger war Carl Haensel und Heinz Müller-Torgow. In diesem Prozess, wegen der Anklage gegen den Leiter des SS-Wirtschafts- und Verwaltungshauptamtes Oswald Pohl auch Pohl-Prozess genannt, wurde Lörner in den Anklagepunkten Kriegsverbrechen, Verbrechen gegen die Menschlichkeit und der Mitgliedschaft in verbrecherischen Organisationen für schuldig befunden. Aufgrund der organisatorischen Verwicklung in Konzentrationslagerverbrechen wurde Lörner am 3. November 1947 zum Tode verurteilt. Das Urteil wurde im August 1948 in eine lebenslange Haftstrafe umgewandelt und 1951 auf 15 Jahre Haft reduziert. Lörner wurde im Kriegsverbrechergefängnis Landsberg inhaftiert, aus dem er am 31. März 1954 vorzeitig entlassen wurde.